# Апацаторна
Апацаторна (мађ. Apácatorna) насеље је у западној Мађарској. Апацаторна је насељено место у оквиру жупаније Веспрем.

## Географија

### Локација
Налази се 12 километара западно од Девечера, у долини потока Торна.
Суседна насеља су: Са севера Каракосерчек (2 километра), са североистока Тишкевар (2 километра) и Шомлојене (5 километара), са југа Сентимрефалва (5 километара), са југозапада Веспремгалша (2 километра), а са запада Кишбержењ (2 километра) .

## Историја
Први документовани помен села првобитно названог Торна датира из 1317. године, али је вероватно основано у 13. веку. Порушена је током турског потчињавања и била је ненасељена све до средине 18. века. Након насељавања, постало је племићко село. Од 1908. године носи назив Абаторна. Име је добила по Торни, притоци реке Маркал, и по женском манастиру у Шомловашархељу, који је био једно од његових имања.
Овде су се родили Имре Карачон историчар и Ференц Чонгради су фудбалски репрезентативац Мађарске.

## Становништво
У време пописа 2011. године, 82,8% становника се изјаснило као Мађари (17,2% се није изјаснило). Верска дистрибуција је била следећа: римокатолици 71,3%, лутерани 0,6%, неденоминациони 1,3% (26,8% се није изјаснило).